# (4102) Gergana
(4102) Gergana est un astéroïde de la ceinture principale.

## Description
(4102) Gergana est un astéroïde de la ceinture principale. Il fut découvert le 15 octobre 1988 à Smolyan par Violeta G. Ivanova. Il présente une orbite caractérisée par un demi-grand axe de 3,02 UA, une excentricité de 0,07 et une inclinaison de 9,6° par rapport à l'écliptique.

## Compléments